# Поншарра
Поншарра (фр. Pontcharra) — коммуна во Франции, находится в регионе Рона — Альпы. Департамент коммуны — Изер. Входит в состав кантона От-Грезиводан. Округ коммуны — Гренобль. Поншарра — один из основных городов долины Грезиводан (долины между горным массивом Шартрёз и хребтом Бельдонн).
Код INSEE коммуны — 38314. Население коммуны на 2012 год составляло 7203 человека. Населённый пункт находится на высоте от 244 до 1217 метров над уровнем моря. Муниципалитет расположен на расстоянии около 480 км юго-восточнее Парижа, 100 км восточнее Лиона, 36 км северо-восточнее Гренобля. Мэр коммуны — Christophe Borg, мандат действует на протяжении 2014—2020 гг.
Динамика населения (INSEE):

## Города-побратимы
- Ровазенда, Италия (1973)